# Dentil
V klasični arhitekturi je dentil (iz lat. dens, zob) majhen ornament, podoben zobu, ki se ponavlja pod vencem ali kornišem. . Dentile (ali žagasti friz) najdemo v klasični grški in rimski arhitekturi, pa tudi v kasnejših slogih, kot so arhitektura beaux arts, neoklasicizem, slog federal v Ameriki, neogregorijanski, neogrški, neorenesansa in slog second empire. 

## Izvor
Rimski arhitekt Vitruvij (iv.2) navaja, da je dentil konec špirovca in ker se pojavlja v svoji najizrazitejši obliki v jonskih templjih Male Azije, likijskih grobiščih in portikih ter grobiščih Perzije, kjer predstavlja izrazito reprodukcijo lesene konstrukcije v kamnu, je le malo dvoma o njegovem izvoru. Najzgodnejši je na grobu Dareja I., okoli 500 pr. n. št., vrezan v skalo, v katerem je poustvarjen portik njegove palače. Prvič je bil uporabljen v Atenah  v robu kariatidnega portika ali verande Erehtejona (480 pr. n. št.). Ko so ga kasneje uporabili pod vencem Lizikratovega spomenika, je bil mnogo manjši. V kasnejših templjih Jonije, kot je tempelj v Prieni, še vedno ostaja večji obseg dentila.

## Poznejša uporaba
Dentil je bil glavna značilnost, ki so jo Rimljani uporabljali pod venci in v italijanski renesansi. Splošno pravilo je bilo, da je projekcija dentila enaka njegovi širini, zato se pojavlja kot kvadrat, pri čemer so presledki polovica te mere. V nekaterih primerih projekcijski pas nikoli ni imel vdolbin, ki bi razkrili, da delijo dentil, kot v Panteonu v Rimu. in se zato imenuje dentilni trak. V verandi samostanske cerkev Studion v Konstantinoplu sta dentil in presledek med njimi enaka po širini, presledek pa je od vrha do dna razširjen. To je oblika tako imenovanega beneškega dentila, ki je bil kopiran po bizantinskem dentilu v  Hagiji Sofiji v Konstantinoplu. Tam pa ni več oblikovan kot del venca: dentil so v Hagiji Sofiji uporabili, da bi okrasili štrleče dele marmorja in so ga na obeh straneh oblikovanja izmenično zarezali. Beneški dentil je bil uveden tudi kot pas okrog obokov.

## Galerija
- Detajl pročelja palače Tarsis v Milanu v Italiji
- Dentili so uporabljeni kot okras stebra
- Rim, vila Torlonia, plemiški dvorec, detajl okrasa
- Viktorijanska italijanska hiša v San Franciscu; dentili tečejo pod modiljoni
- Dentili, uporabljeni pri notranjem okrasju
- Zvonik stolnice v kraju Sant Pere, Katalonija